# Клемент, Пол
Пол Кле́мент (англ. Paul Clement; род. 8 января 1972, Рединг) — английский футбольный тренер. Работал в качестве ассистента итальянского тренера Карло Анчеллоти в «Челси», «Пари Сен-Жермен», «Реал Мадрид» и «Баварии». Возглавлял английские клубы «Дерби Каунти», «Суонси Сити» и «Рединг», а также бельгийский «Серкль Брюгге». Входил в тренерский штаб Фрэнка Лэмпарда в «Эвертоне».

## Футбольная карьера

### Начало карьеры
Пол — сын экс-игрока «Куинз Парк Рейнджерс» и национальной сборной Англии Дейва Клемента и брат экс-игрока «Вест Бромвич Альбион» Нила Клемента. В отличие от отца и брата, он не выступал за профессиональные футбольные клубы, ограничившись командами региональных английских лиг «Банстед Атлетик» и «Коринтиан-Кэжуалз». С 23-летнего возраста сконцентрировался на тренерской работе, начав работать в юношеской академии «Челси» в качестве тренера по физподготовке. В 1999 году Клемент получил тренерскую лицензию УЕФА категории «А», а в следующем году стал полноценным футбольным тренером, когда лондонский «Фулхэм» назначил его тренером юношеской академии клуба. Также он был тренером в сборной Ирландии до 21 года, где работал вместе с Доном Гивенсом.

### «Челси»
В 2007 году Клемент вернулся в «Челси» и начал работать с командой до 16 лет. К моменту назначения главным тренером Гуса Хиддинка в 2009 году Пол Клемент уже работал тренером первой команды «Челси». После прихода в команду Карло Анчеллоти Клемент стал его ассистентом. В тот период «синие» выиграли Премьер-лигу и Кубок Англии.

### «Блэкберн Роверс»
После «Челси» Клемент работал в тренерском штабе «Блэкберн Роверс» на протяжении четырёх месяцев, где был ассистентом Стива Кина в начале сезона 2011/12 .

### «Пари Сен-Жермен»
В декабре 2011 года Карло Анчелотти пригласил Клемента в качестве своего ассистента в «Пари Сен-Жермен». По итогам сезона «парижане» одержали свою первую победу в чемпионате Франции с 1994 года. В ПСЖ Клемент работал с такими футболистами как Дэвид Бекхэм и Златан Ибрагимович, которые позитивно отзывались о нём.

### «Реал Мадрид»
В июне 2013 года, после назначения Анчелотти главным тренером клуба «Реал Мадрид», Клемент был назначен его ассистентом. В «Реале» Клемент работал с такими игроками как Серхио Рамос, Хаби Алонсо и Криштиану Роналду. В первом сезоне Анчелотти и Клемента в «королевском клубе» команда выиграла Кубок Испании и Лигу чемпионов. Однако после последующего сезона без трофеев Анчелотти был уволен 25 мая 2015 года; Клемент покинул клуб четыре дня спустя.

### «Дерби Каунти»
1 июня 2015 года Пол Клемент был назначен главным тренером клуба Чемпионшипа «Дерби Каунти», сменив на этом посту уволенного Стива Макларена. С сентября по декабрь «Дерби Каунти» проиграл только один матч из 19, но несмотря на это Клемент был уволен 8 февраля 2016 года, одержав до этого только одну победу в семи матчах. Его последним матчем в качестве главного тренера «Дерби Каунти» стала игра против «Фулхэма», завершившаяся вничью 1:1. На момент увольнения Клемента команда занимала 5-е место.

### «Бавария»
В июне 2016 года Клемент был назначен ассистентом главного тренера «Баварии» Карло Анчелотти. С начала сезона до декабрь 2016 года, пока Клемент был в тренерском штабе, «Бавария» потерпела только одно поражение.

### «Суонси Сити»
3 января 2017 года Клемент был официально объявлен новым главным тренером валлийского клуба «Суонси Сити», выступающего в английской Премьер-лиге. Его ассистентом стал Клод Макелеле, с которым Клемент ранее работал в «Пари Сен-Жермен». 21 января Клемент одержал свою первую победу в качестве главного тренера «лебедей», обыграв на выезде «Ливерпуль» со счётом 3:2. По итогам января Клемент был признан лучшим тренером месяца в Премьер-лиге, выиграв 3 из 5 матчей.
В декабре 2017-го был уволен из команды из-за неудовлетворительных результатов команды, которая на момент отставки занимала последнее место в турнирной таблице АПЛ.

### «Рединг»
22 марта 2018 года Пол Клемент был назначен на пост главного тренера «Рединга».

## Тренерская статистика
| Дерби Каунти  | Англия  | 1 июня 2015   | 8 февраля 2016  | 33  | 14 | 12 | 7  | 042,4 |
| Суонси Сити   | Англия  | 3 января 2017 | 20 декабря 2017 | 41  | 14 | 5  | 22 | 034,1 |
| Рединг        | Англия  | 23 марта 2018 | 6 декабря 2018  | 30  | 7  | 8  | 15 | 023,3 |
| Серкль Брюгге | Бельгия | 3 июля 2020   | 1 февраля 2021  | 25  | 7  | 1  | 17 | 028,0 |
| Итого         | Итого   | Итого         | Итого           | 129 | 42 | 26 | 61 | 032,6 |

## Достижения
- Тренер месяца английской Премьер-лиги: январь 2017[19]